# Deoria
Deoria är en stad i den indiska delstaten Uttar Pradesh, och är den administrativa huvudorten för distriktet Deoria. Staden hade 129 479 invånare vid folkräkningen 2011.